# Richard Lawley (4e baron Wenlock)
Richard Thompson Lawley, 4e baron Wenlock, (1856-1918) est un officier de l'armée britannique et un champion de polo.

## Famille
Lawley est né le 21 août 1856, le deuxième fils et le sixième enfant de Beilby Lawley (2e baron Wenlock) et son épouse Elizabeth Grosvenor.

## Le service militaire
Il rejoint l'armée britannique et est nommé lieutenant au 7e Hussards, le 11 février 1876. Il a servi dans l'Expédition du Nil en 1884-1885, et est promu capitaine le 21 juillet 1885, et lieutenant-colonel le 26 juin 1899. En 1902, il sert en Afrique du Sud au cours de la seconde guerre des Boers et est mentionné dans l'ordre du jour (en date du 8 avril 1902) et est nommé compagnon de l'ordre du Bain (CB). Plus tard, il est colonel commandant le 7e Hussards.

## Polo
Il remporte l'International Polo Cup en 1886 pour la Grande-Bretagne aux côtés de John Henry Watson, de Thomas Perfectionner, et du brigadier-général Malcolm Orme Peu.

## Mariage
Il devient baron Wenlock à la mort de son frère Beilby Lawley, qui n'a pas de fils à qui transmettre le titre. En 1909, il épouse Rhoda Edith Knox-Petit.
Il est décédé le 25 juillet 1918, à son domicile à Hestercombe près de Taunton, Devon, âgé de 61 ans. Il n'a pas d'enfants. Son jeune frère, Algernon George Lawley, devient le 5e baron Wenlock.